# 克澤諾亞姆湖
42°47′0″N 46°8′0″E / 42.78333°N 46.13333°E

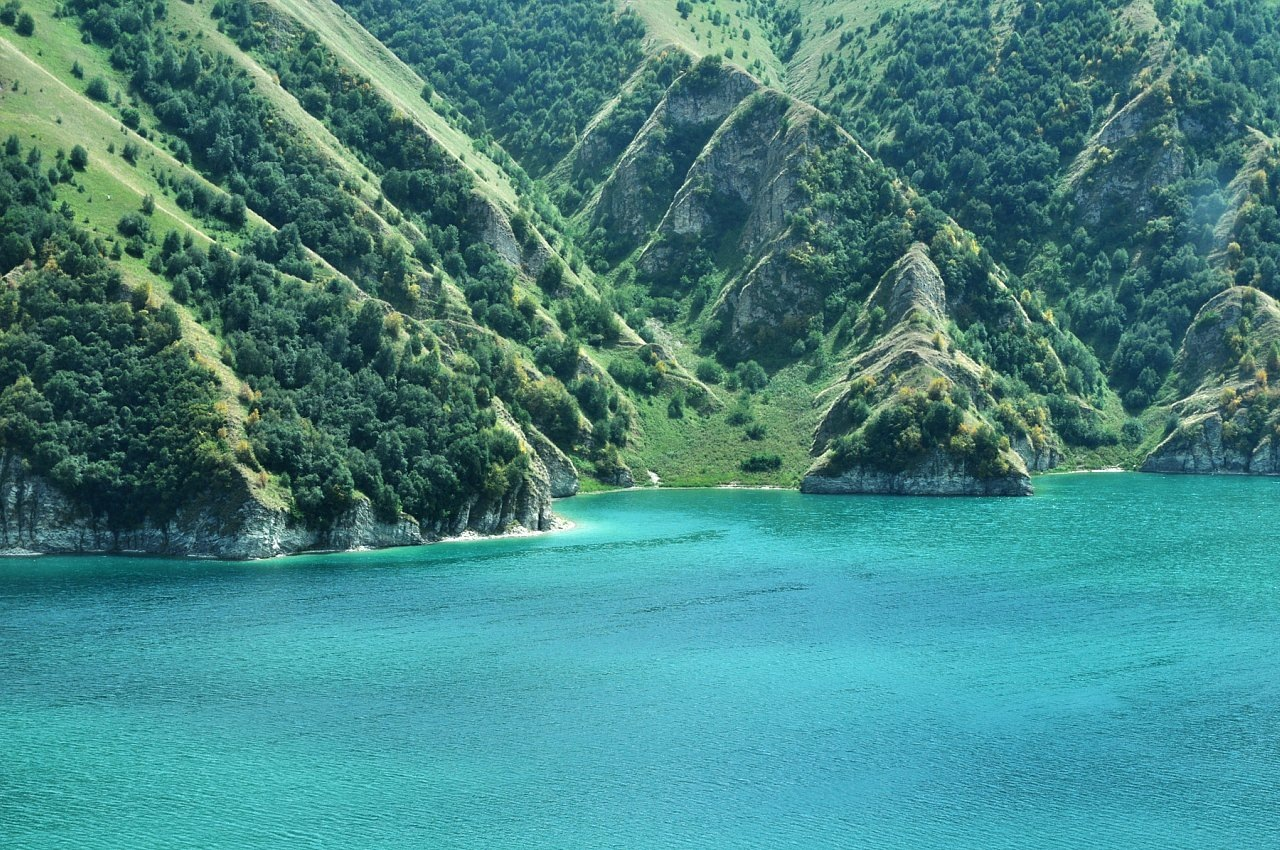

克澤諾亞姆湖是俄羅斯的湖泊，位於北高加索地區，由達吉斯坦共和國和車臣共和國負責管轄，海拔高度1,870米，面積2.4平方公里，最大水深74米，湖岸線長度10公里。